# Castlemartyr
Castlemartyr (in irlandese: Baile na Martra ) è un villaggio nella contea di Cork, in Irlanda.